# Сыма Тань
Сыма Тань (кит. трад. 司馬談, упр. 司馬談, пиньинь Sīmǎ Tán, родился ок. 165 г. до н. э., умер ок 110 г. до н. э.) — китайский астролог и историк времен династии Западной Хань. Его работа «Исторические записки» была завершена его сыном Сыма Цянем, который считается основоположником китайской историографии.

## Образование и карьера
Сыма Тань изучал астрономию у Тан Ду, И цзин у Ян Хэ и даосизм у Мастера Хуана.
Он был назначен на должность придворного астролога (кит. 太史令, пиньинь tài shǐ lìng) в 140 г. до н. э. будучи в возрасте 25-и лет. Это была должность, которую он занимал до самой смерти.
Его эссе сохранилось в «Исторических записках». В этом эссе в рамках более крупной работы Сима Тань описывает шесть философских линий или «школ»:
- Конфуцианство
- Даосизм
- Легизм
- Моизм
- Мин цзя
- Инь ян цзя

Классификация более ранних философов по этим шести школам была довольно оригинальной. Что касается его оценки этих школ, она была довольно предвзята в сторону даосизма, поскольку Сыма Тань был последователем Хуанлао-сюэпей, ранней ханьской формы даосизма. Хотя Сыма Тан начал писать «Исторические записки» (Ши цзи), он умер до того, как они были закончены; их завершил его сын Сыма Цянь.
Год смерти Сыма Таня (110 г. до н. э.) был годом великой имперской жертвы фэншань (封 禅) императором У-ди, за что император назначил другого человека в ранг фангши в обход Сыма, что, вероятно, вызвало у него смятение.